# Virginia Bruce

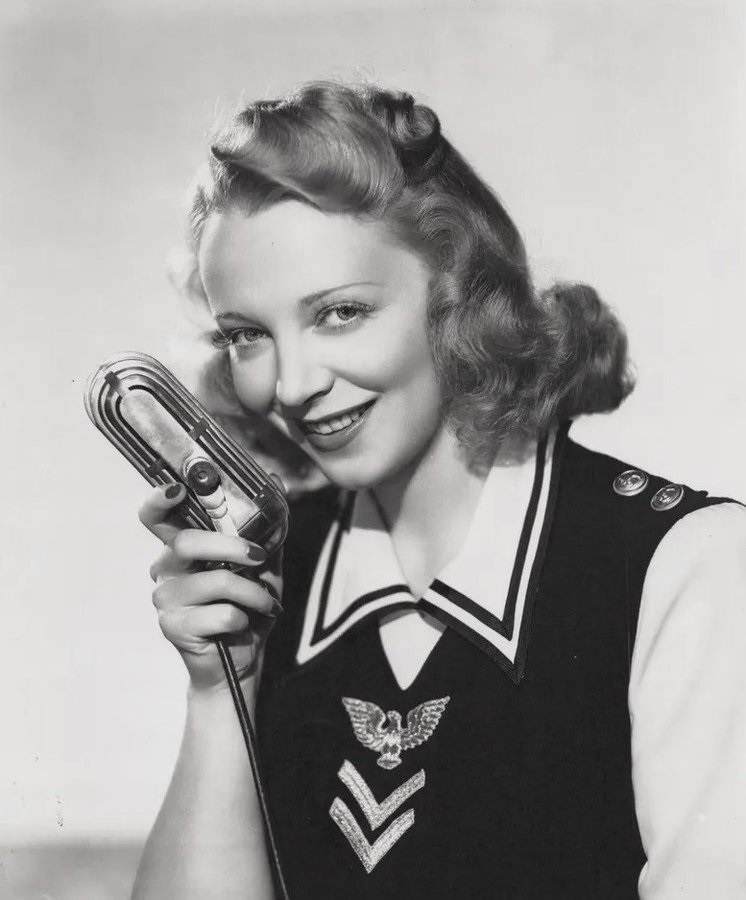
Virginia Bruce

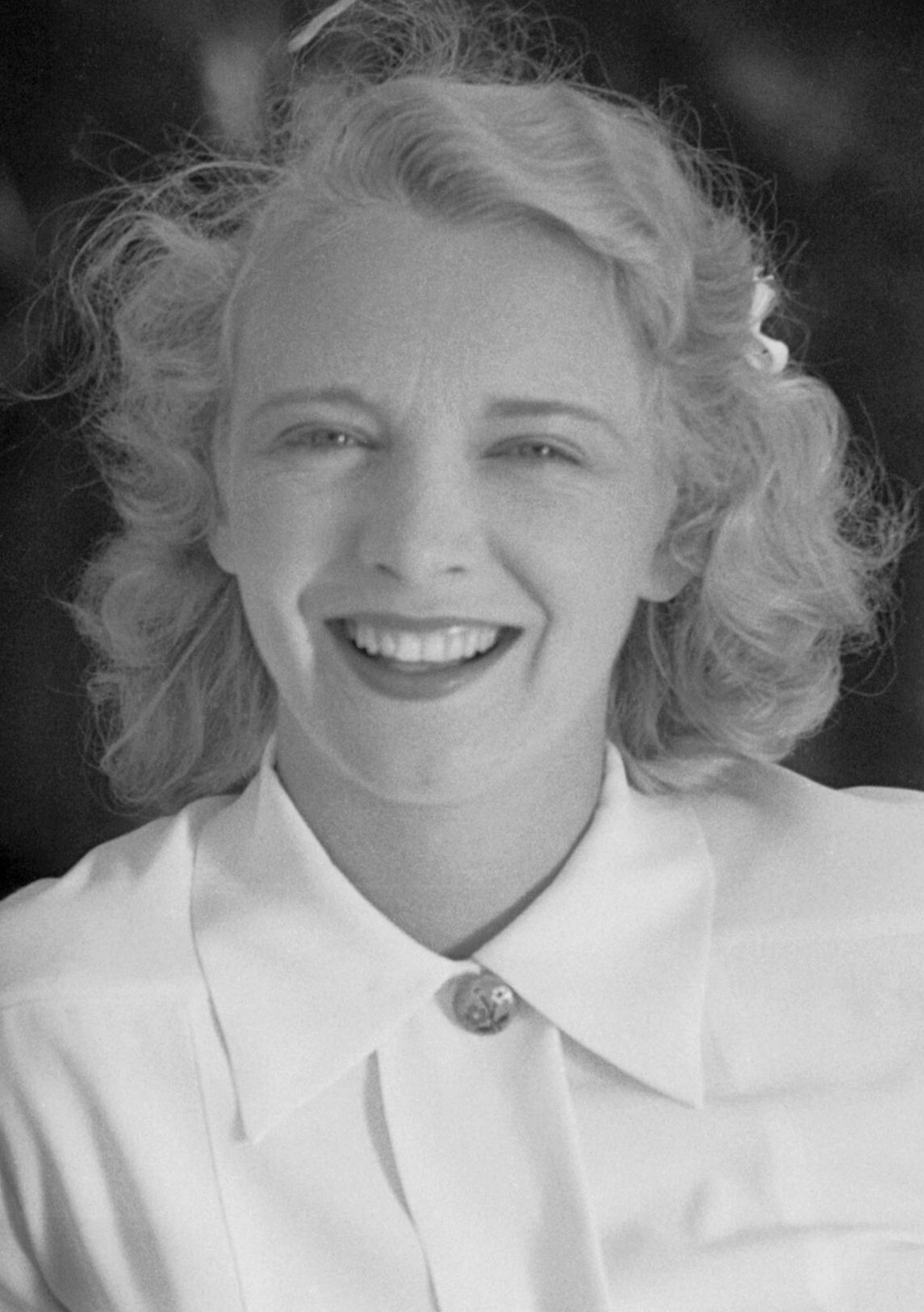
Virginia Bruce (1940)

Virginia Bruce (eigentlich Helen Virginia Briggs; * 29. September 1910 in Minneapolis, Minnesota; † 24. Februar 1982 in Woodland Hills, Los Angeles, Kalifornien) war eine amerikanische Schauspielerin und Sängerin.

## Leben
Bruce wurde in Minneapolis unter dem Nachnamen Briggs geboren. Ihre Karriere begann sie mit kleineren Rollen in Hollywood und Auftritten am Broadway. In den 1930er- und 1940er-Jahren war sie eine vielbeschäftigte Darstellerin in Hollywood mit Hauptrollen in eher kleineren Filmen und Nebenrollen in größeren Produktionen. Sie war durch den Musicalfilm Zum Tanzen geboren im Jahr 1936 die erste Interpretin des Liedes I’ve Got You Under My Skin. Im selben Jahr trat sie auch in einer Nebenrolle in der mit drei Oscars ausgezeichneten Filmbiografie Der große Ziegfeld auf, in dem sie eine Tänzerin darstellte.
Zu ihren bekanntesten Rollen zählen die Jane Eyre in der gleichnamigen Literaturverfilmung von 1934 sowie eine weitere Titelrolle in der Horrorkomödie Die unsichtbare Frau von 1940. Sie beschloss ihre Filmkarriere 1960 als Mutter von Kim Novaks Hauptfigur in dem Filmdrama Fremde, wenn wir uns begegnen. Ihr filmisches Schaffen umfasst mehr als 70 Kinofilme sowie einige Fernsehrollen in den 1950er-Jahren.
1932 heiratete sie den Stummfilmstar John Gilbert, von dem sie sich 1934 scheiden ließ. Nach Gilberts Tod knapp ein Jahr später erbten sie und die gemeinsame Tochter Susan Ann Gilbert den Großteil von John Gilberts rund 250.000 Dollar umfassendem Vermögen. 1937 heiratete sie den Regisseur J. Walter Ruben, mit dem sie einen Sohn hatte. Ruben starb 1942. 1946 ehelichte sie den türkischen Schriftsteller Ali Ipar, von dem sie sich 1964 scheiden ließ. Virginia Bruce starb 1982 in Woodland Hills, Los Angeles, an den Folgen einer Krebserkrankung. Ihr Urenkel ist der Schauspieler Hutch Dano.

## Filmografie (Auswahl)
- 1929: Fugitives
- 1929: River of Romance
- 1929: Liebesparade (The Love Parade)
- 1930: Lilies of the Field
- 1930: Paramount-Parade (Paramount on Parade)
- 1930: Raffles
- 1930: Whoopee!
- 1931: Wolkenstürmer (Hell Divers)
- 1932: Spiel am Abgrund (The Miracle Man)
- 1932: Der schöne Karl (Downstairs)
- 1934: Jane Eyre
- 1934: Zirkus Barnum (The Mighty Barnum)
- 1935: Ein Arzt für alle Fälle (Society Doctor)
- 1935: Seitensprung (Escapade)
- 1935: Der elektrische Stuhl (The Murder Man)
- 1935: Metropolitan
- 1936: Der große Ziegfeld (The Great Ziegfeld)
- 1936: Zum Tanzen geboren (Born to Dance)
- 1937: Der Arzt und die Frauen (Between Two Women)
- 1937: The First Hundred Years
- 1938: Millionärin auf Abwegen (There Goes My Heart)
- 1939: Rivalen (Let Freedom Ring)
- 1940: Hired Wife
- 1940: Die unsichtbare Frau (The Invisible Woman)
- 1941: Adventure in Washington
- 1942: Abbott und Costello unter Kannibalen (Pardon My Sarong)
- 1944: Brasilianische Serenade (Brazil)
- 1945: Love, Honor and Goodbye
- 1948: Die Nacht hat tausend Augen (Night Has a Thousand Eyes)
- 1949: Die China-Mission (State Department: File 649)
- 1952: Salgin
- 1952/1957: The Ford Television Theatre (Fernsehserie, zwei Folgen)
- 1953–1956: Lux Video Theatre (Fernsehserie, drei Folgen)
- 1955: Reluctant Bride
- 1955: Science Fiction Theatre (Fernsehserie, zwei Folgen)
- 1960: Fremde, wenn wir uns begegnen (Strangers When We Meet)